# Монте (футбольний клуб)
«Монте» (фр. Football Club Monthey) — швейцарський футбольний клуб з однойменного міста, заснований у 1910 році. Домашні матчі приймає на стадіоні «Філіпп Поттьє».

## Історія

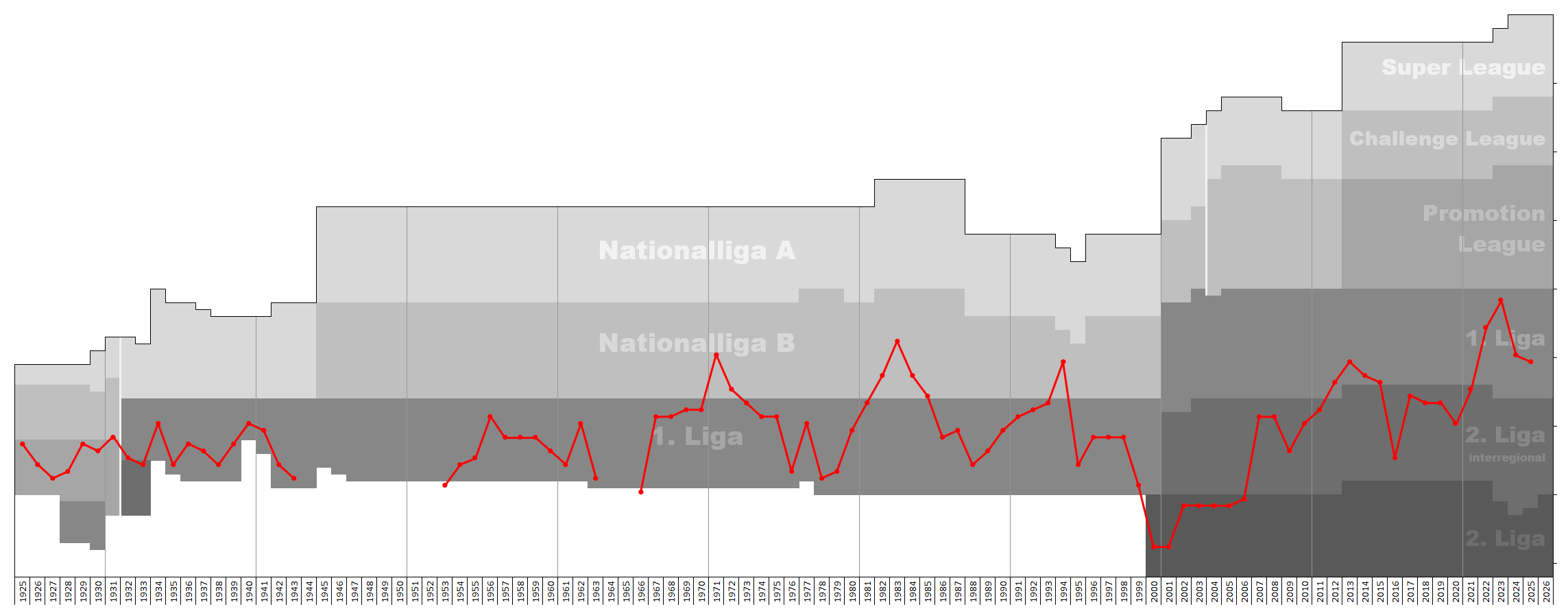
Статистика виступів клубу у чемпіонатах Швейцарії.

Клуб був заснований 1910 року. У вищому дивізіоні Швейцарії провів лише один рік, у сезоні 1930/31, зайнявши останнє місце. 